# Městské opevnění (Žatec)
Městské opevnění v Žatci je částečně dochovaný systém hradeb, které ve středověku chránily město. Opevnění bylo postaveno ve třináctém století a postupně docházelo k jeho úpravám a rozšiřování. Ve vrcholné fázi je tvořila hlavní a parkánová hradba s věžemi a baštami, které na exponované jižní straně posilovala ještě třetí vnější zeď. Do města vedla čtveřice bran, z nichž dosud stojí Kněžská brána a Libočanská branka. Vlastní ohrazení mělo Horní předměstí. Dochované části zdí, bašt a bran jsou chráněny jako kulturní památka.

## Historie
Žatec vznikl postupnou přeměnou raně středověkého žateckého hradiště a jako město byl poprvé uveden roku 1265. Nejstarší zmínka, dokládající zájem krále Václava II. o opevnění, se nachází ve formulářové listině z doby okolo roku 1290, ale existence hradeb je doložena až v polovině čtrnáctého století. Žatecká listina datovaná do období let 1352–1360 obsahuje smlouvu, v níž se jakýsi Květ zavázal k opravě poškozených částí městských bran a přístupových cest k nim.

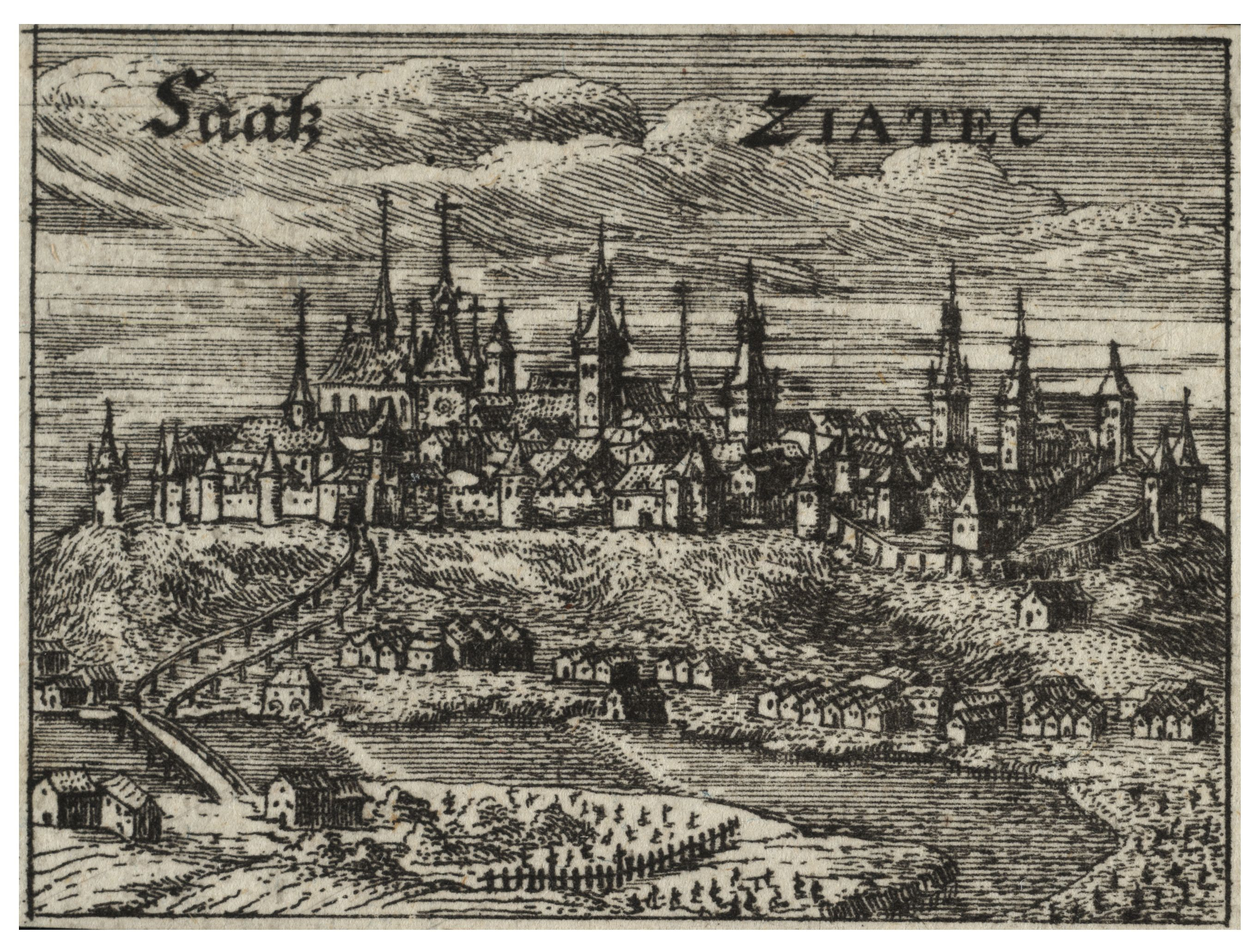
Žatec na rytině Václava Hollara ze sedmnáctého století

Stavbu, údržbu a vylepšování opevnění městu umožňovala řada privilegií, k nimž patřila práva obchodu se solí a skladu zboží (zejména piva a vína) z roku 1377 nebo práva výběru cla po dobu deseti let a těžby kamene v okruhu dvou mil od města udělená Václavem IV. roku 1396.
Během husitských válek se město stalo členem žatecko-lounského svazu a už roku 1420 se jej neúspěšně pokusil dobýt král Zikmund. O rok později město marně dobývalo vojsko druhé křížové výpravy. V roce 1508 vypálil zemský škůdce Jiří Kopidlanský část předměstí a dopis žateckého purkmistra zemskému podkomořímu z roku 1527 dokládá dřívější poškození hradeb.
Město se zapojilo do stavovského povstání roku 1547, kdy k němu přitáhlo vojsko krále Ferdinanda I. Měšťané odmítli otevřít brány a vstup do města povolili pouze panovníkovi s doprovodem. Král však přenocoval pouze na předměstí a 24. října 1547, po potlačení povstalců, nařídil zboření žateckých bran, přilehlých úseků hradeb a zasypání příkopů. Po přímluvě šlechty trest zmírnil na osm tisíc kop grošů pokuty, zákaz uzavírání bran a dvoutýdenní uvěznění devadesáti nejvýznačnějších měšťanů v Bílé věži. Zrušil také většinu městských práv. Uzavíraní bran povolil až Maxmilián II. v květnu 1556.

## Stavební podoba
Středověké město mělo rozlohu asi 15,5 hektarů. Obklopovala jej tři předměstí: Pražské (Horní) předměstí na jihu, Bačina (Dolní předměstí) na západě a Mlynáře na východě. Samotné centrum stojí na ostrožně, na jejímž severním konci snad stál žatecký hrad. Jeho existenci naznačují písemné prameny, ale případné stavební pozůstatky nebyly nalezeny. Boční strany (západ a východ) města chránily strmé svahy ostrožny.

### Brány

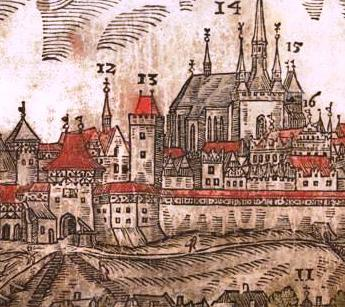
Výřez z Willenbergovy rytiny s Kněžskou bránou a přilehlými hradbami

Do města se vstupovalo dvěma branami a dvěma brankami. Důležitá byla Pražská neboli Horní brána na jihu a Kněžská brána na západě, k níž stoupá cesta od přechodu přes Ohři. Menší Libočanská branka na západě a zaniklá Mlynářská branka na východě sloužily především pro pěší.
Libočanská branka je nejstarší doloženou částí opevnění. Podle dendrochronologického datování dubového trámu, který sloužil k upevnění jejích vrat, byl strom skácen mezi lety 1257 a 1287. Branka tedy byla postavena nejpozději na konci třináctého století.
Vstupy do města byly opatřeny předbraním. Před Kněžskou bránou se nacházel polygonální barbakan s hrázděným krytým ochozem a střílnami v několika podlažích. Vstupovalo se do něj průjezdem v hranolové věží zapojené do jeho čelní strany. Libočanskou branku chránil pouze zlom parkánové hradby s několika střílnami.

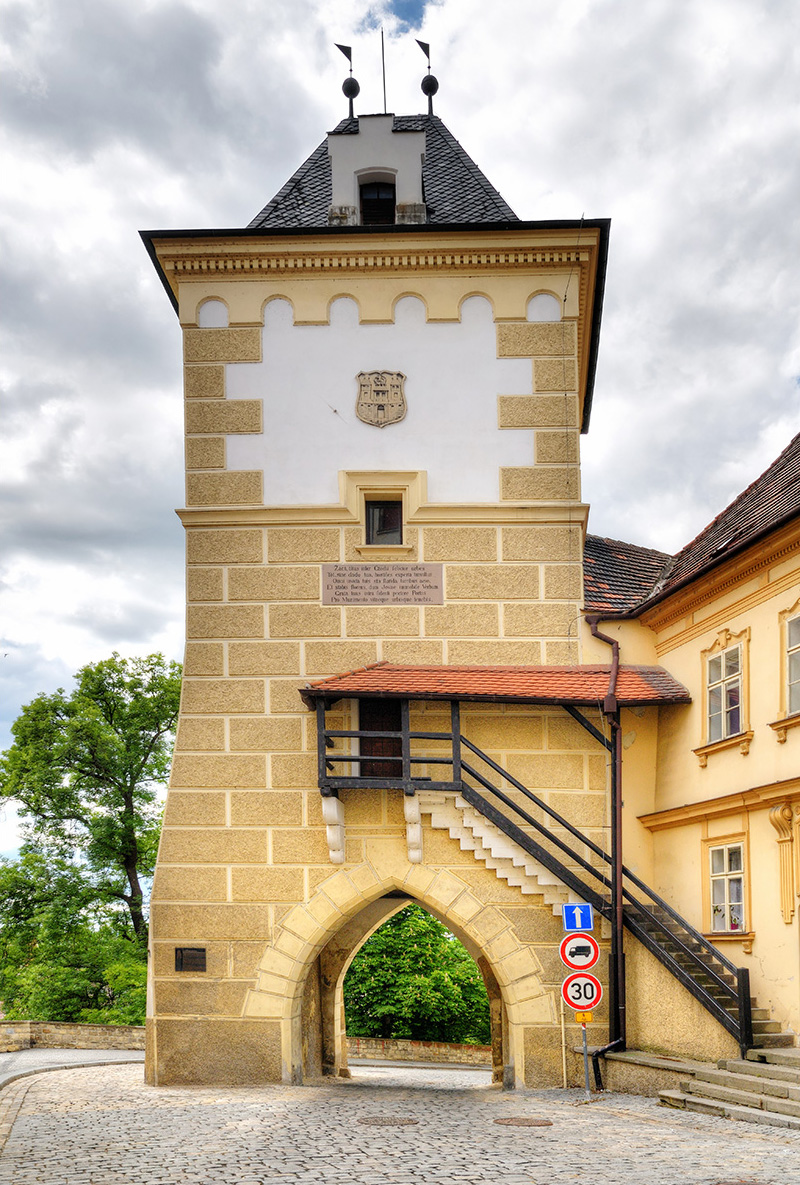
Kněžská brána

Předbraní Pražské brány je známé ze starých plánů a pozůstatků v podzemí. Jeho součástí byl dvouobloukový kamenný gotický most přes příkop, který se dochoval pod vozovkou u domu čp. 243. Podoba vlastního předbraní není známa, ale patrně se do něj vstupovalo po padacím mostě, který dosedal na závěr mostu přes příkop. V mladší stavební fázi před branou vznikl rozsáhlý čtverhranný barbakan s rozměry 40 × 40 metrů. Do něj vedla brána v čelní hranolové věži a nároží zpevňovaly okrouhlé nárožní bašty. Do východní zdi byla zřejmě dodatečně vestavěna další hranolová věž s bránou k předměstí Mlynáře.

### Hradby
Opevnění se skládalo z hlavní, parkánové a místy ještě třetí, vnější hradby. Hlavní hradba se dochovala jen zlomkovitě. Dochované úseky jsou tlusté 160–180 centimetrů a podle historických vyobrazení byla zeď ukončena ochozem a cimbuřím. Na jižní straně města stála na valu, který byl pozůstatkem raně středověké hradby. Hradbu zesilovaly hranolové, dovnitř otevřené věže. Prokázána byla existence tří věží a další dvě jsou nejisté. Zdivo nejlépe dochované věže obsahuje dům čp. 1856. Věž měla 650 centimetrů široké průčelí a boční strany předstupovaly před hradbu o 200 centimetrů.

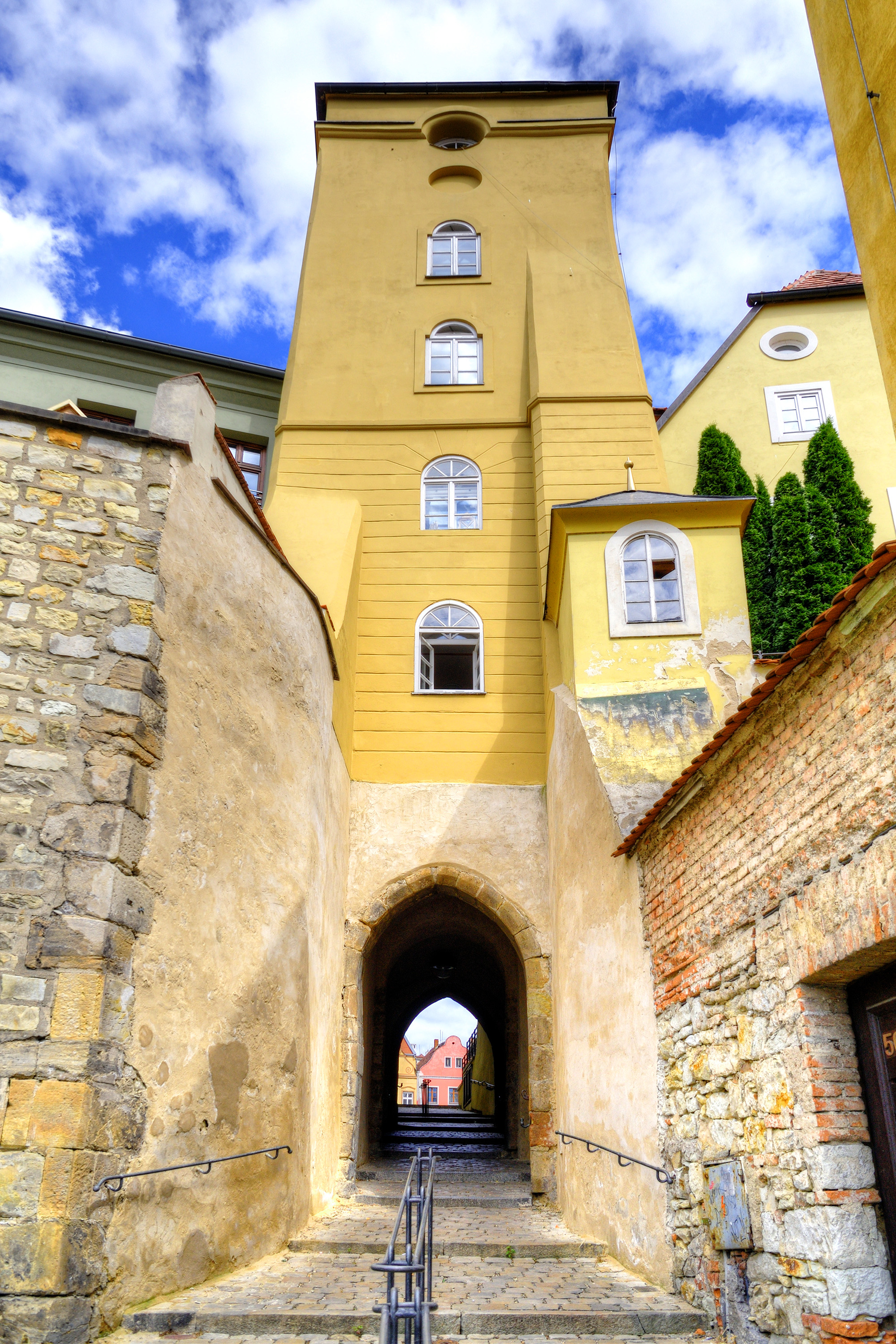
Libočanská branka

Parkánová hradba obklopovala téměř celé město s výjimkou severní strany a severního úseku východní strany, kde dostatečnou ochranu poskytoval strmý svah. Podle Willenbergovy veduty měla na západní straně krytý hrázděný ochoz a zesilovala ji trojice mohutných bašt s půdorysem o rozměrech 12 × 10 metrů. Dvě z nich měly zaoblený závěr, zatímco prostřední bašta trojstranný. Dochovala se pouze tzv. Husitská bašta u domu čp. 37. Mívala čtyři podlaží. Spodní úroveň byla opatřena klíčovými střílnami pro hákovnice a ve vyšších patrech byly čtvercové střílny pro větší palné zbraně. Podobně byly pravděpodobně vybaveny i zaniklé bašty.
Na jihu byla parkánová zeď založena ve svahu raně středověkého valu. Podle Willenbergova vyobrazení byla zakončena cimbuřím, ale je možné, že obsahovala také střílny v plné předprsní zídce. Jedna z nich byla doložena u domu čp. 210. Zeď byla široká asi osmdesát centimetrů. Vzhledem k nestabilitě podloží ji podepíraly pilíře a úseky zdiva mezi nimi byly založeny na dlouhých, téměř vodorovných pasech, které zeď zajišťovaly před případným pohybem podloží.

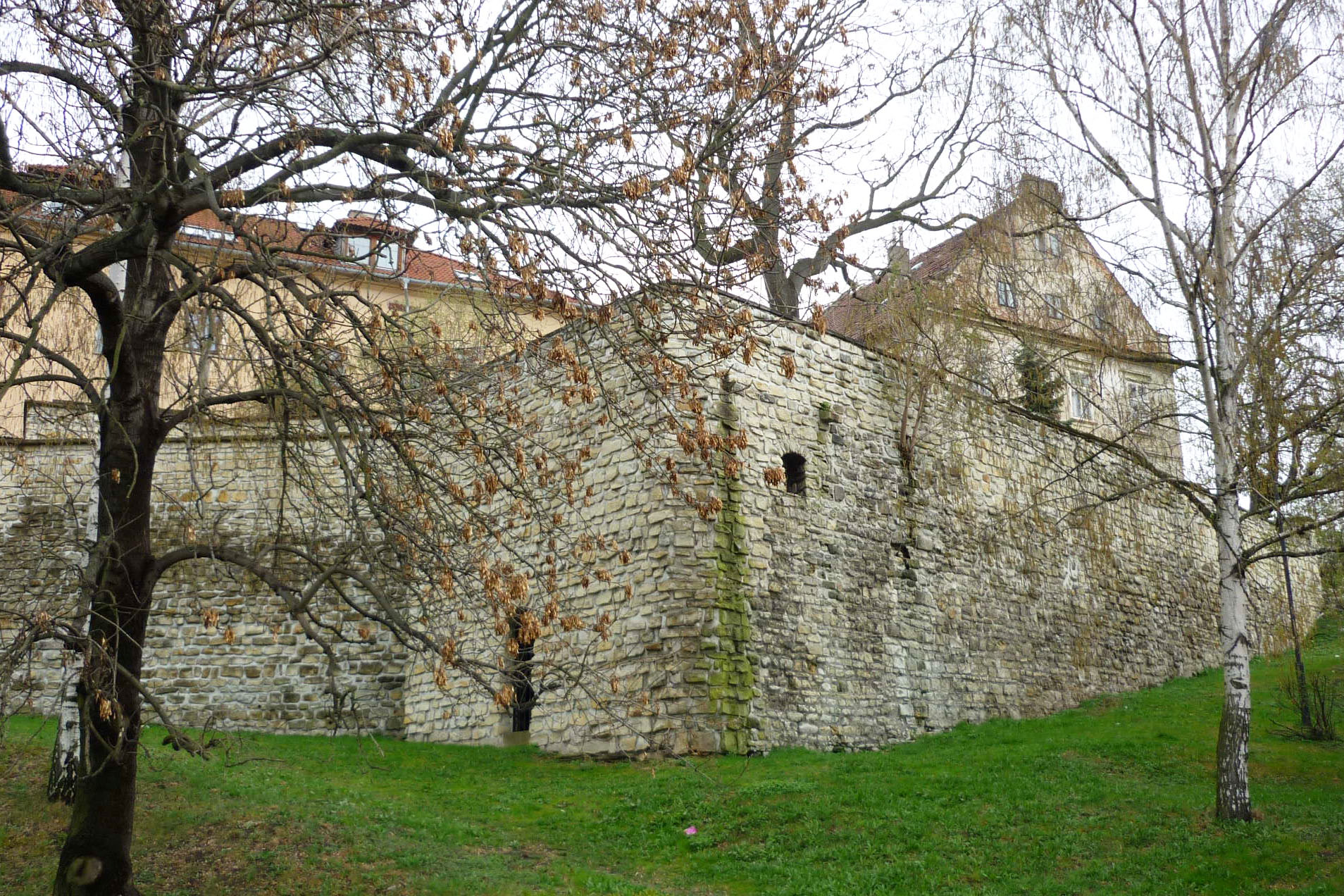
Městské hradby na západní straně

Obranyschopnost jižní a přilehlých částí bočních stran zesilovala navíc třetí hradba, která uzavírala asi dvacet metrů široký pruh země mezi ní a parkánovou zdí. Zápis z roku 1527 uvádí, že prostor byl využit ke slévání dvojice děl, zvonu, a doloženo je také využití místa jako střelnice. Na vnější straně hradba plynule přecházela do eskarpy vnějšího vyzděného příkopu, širokého dvanáct až čtrnáct metrů. Hradbu zakončovalo cimbuří. Její součástí byly dvojice obdélných bašt vystupujících do příkopu. Na jihozápadě hradba končila napojením na hranolovou věž, za níž pokračovala jako opěráky zajištěná zeď až k baště u Libočanské branky. Od hranolové věže vybíhala směrem k jihu další hradba, jejímž úkolem bylo znemožnit přístup k vnějšímu příkopu a předměstí. Východně od Pražské brány vedla částečně dochovaná vnější hradba asi deset metrů před parkánovou zdí. Stála ve svahu přirozené úžlabiny, která plnila funkci příkopu, a pokračovala snad až k Mlynářská brance.
Po zániku hradu, k němuž došlo nejpozději v patnáctém století, byl jeho areál ponechán pustý. Vznikla tak z obranného hlediska nevýhodná situace, na kterou město reagovalo vybudováním 150 metrů dlouhé vysoké hradby s hrázděným ochozem, hranolovými věžemi v nárožích a okrouhlou věží vestavěnou do střední části hradby. I zde podle plánu z první poloviny osmnáctého století vedla parkánová hradba. Mírné konvexní prohnutí severního úseku hradeb je patrně reakcí na existenci staršího hradního příkopu.

### Předměstí

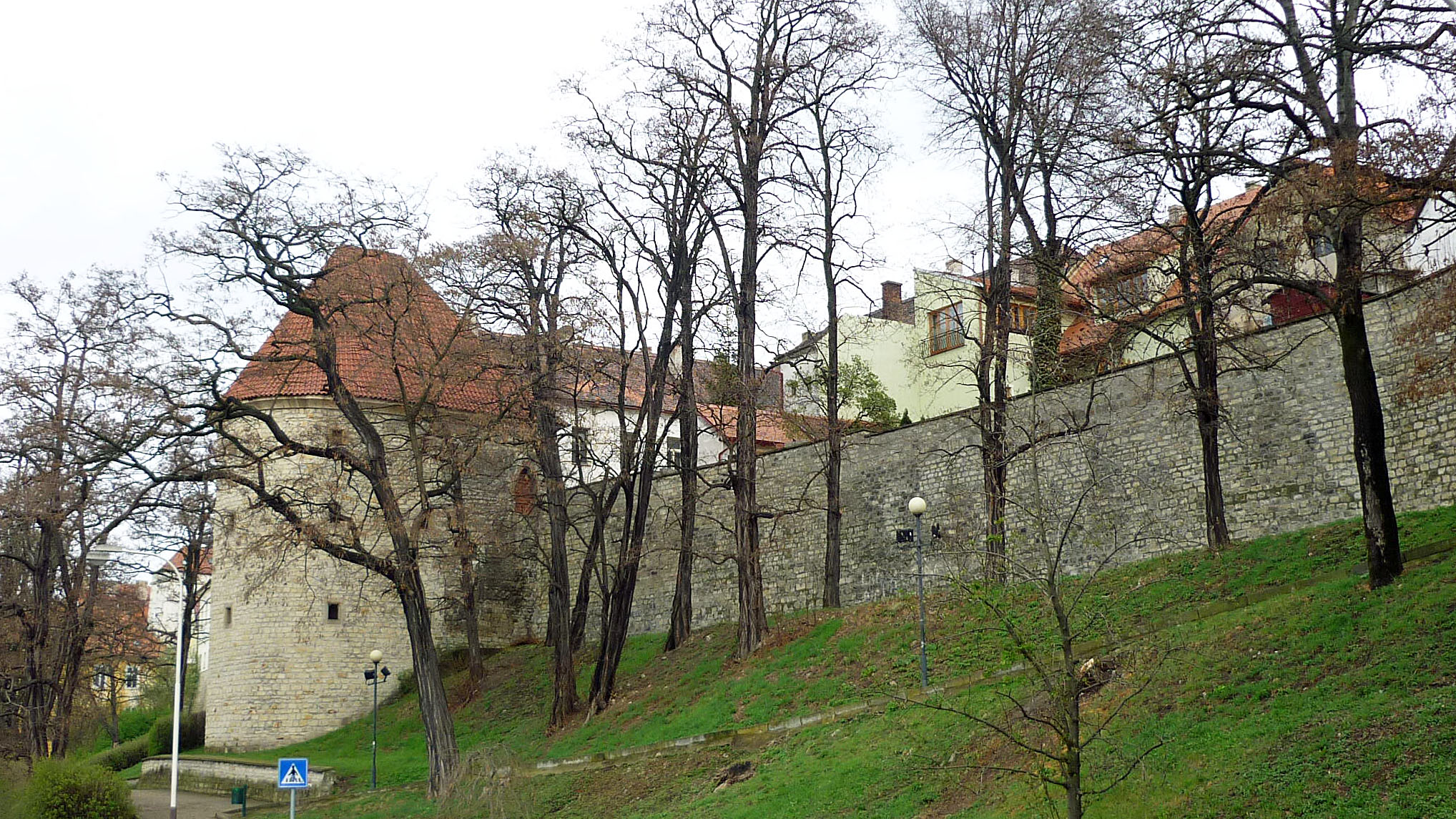
Husitská bašta a přilehlý úsek parkánové hradby

Vlastní opevnění mělo i Horní předměstí, ale dochovaly se z něj pouze terénní fragmenty, které jsou nejlépe patrné u domu čp. 770. Předměstské ohrazení tvořil nejspíše val, na vnější straně lemovaný zdí a příkopem. Věže stály jen v nárožích. Do Horního předměstí vedly tři brány: Červená brána (též Líčkovská či snad i Vejvodní) stávala přibližně na křižovatce třídy Obránců míru a Komenského aleje, Roučí brána (též Nová a snad i Rakovnická) na křížení ulic Volyňských Čechů a Komenského aleje a Čeradická brána (též Majnušská) na rozhraní Komenského aleje a Masarykovy ulice. Dvě z nich měly podobu průjezdní věže. Boční strany předměstí nejspíše opevněny nebyly. Není jisté, zda existovalo opevnění Dolního předměstí. Pokud ano, zaniklo už před rokem 1600.